# Lange Straße 71 (Goldberg)

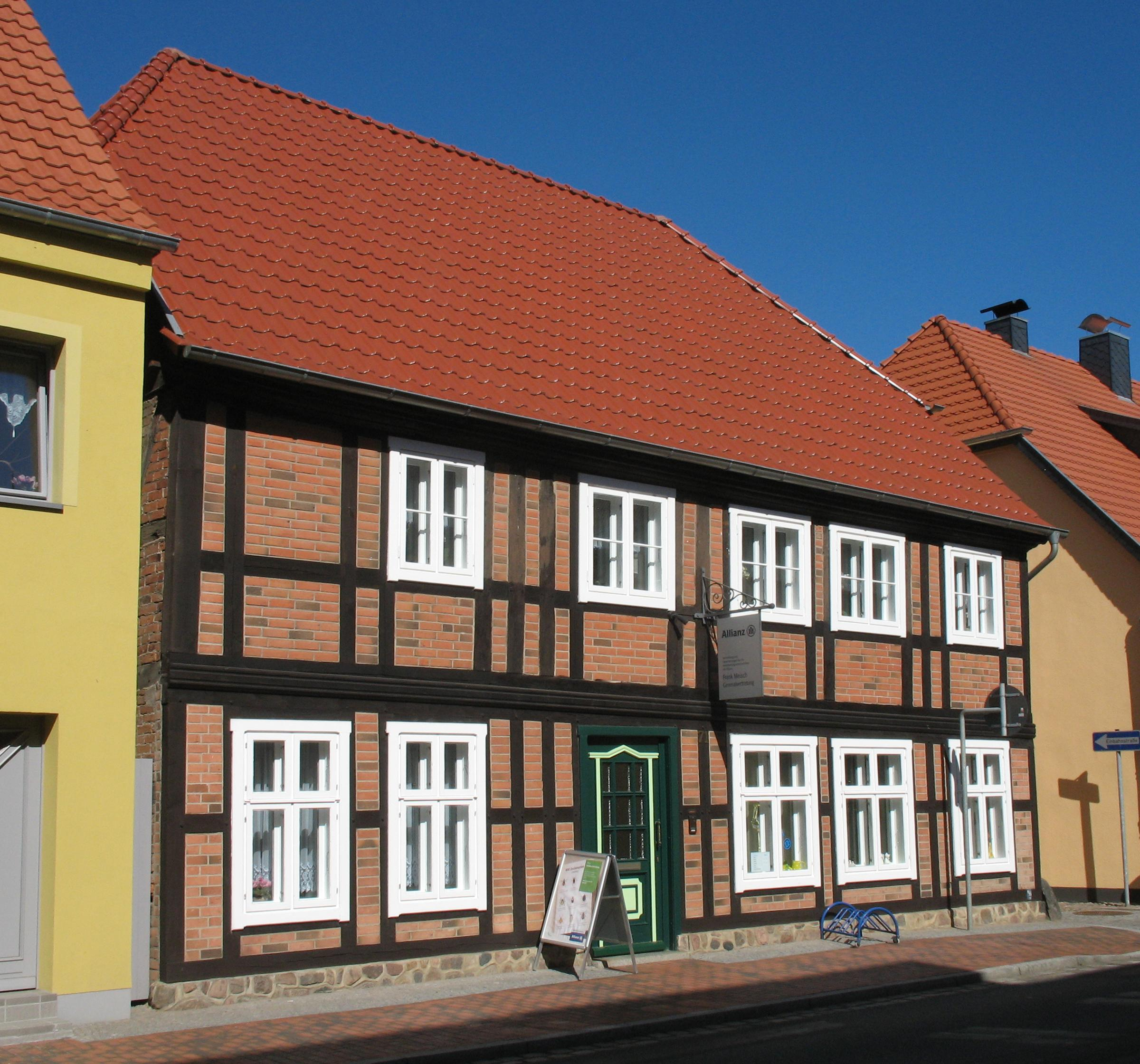
Lange Straße Nr. 71

Das Wohn- und Geschäftshaus Lange Straße 71 in Goldberg (Mecklenburg-Vorpommern) wurde im 19. Jahrhundert gebaut.
Das Gebäude steht unter Denkmalschutz.

## Geschichte
Die Stadt Goldberg mit 3392 Einwohnern (2020) wurde 1227 erstmals als Gols erwähnt und erhielt 1248 das Stadtrecht (civis).
Das zweigeschossige Fachwerkgebäude mit einem Krüppelwalmdach und Ausfachungen aus Stein steht in der Nähe zum Rathaus.
Im Rahmen der Städtebauförderung erfolgte um 1997 die Sanierung des Gebäudes. In der Anlage mit Büronutzungen finden regelmäßig Veranstaltungen wie das Festival Amtsrock statt.